# Ганнисон
Ганнисон (англ. Gunnison River) — река в США, в юго-западной части штата Колорадо. Пятый самый длинный приток реки Колорадо, впадает в неё на высоте 1338 метров над уровнем моря. Длина составляет около 290 км; площадь бассейна около 20 533 км² (7928 mi²). Средний расход воды — 72,8 м³/с.
Река берёт начало в центральной части штата Колорадо, в восточной части округа Ганнисон, путём слияния рек Тейлор и Ист вблизи городка Алмонт. После прохождения через город Ганнисон, река образует крупное водохранилище Блу-Меса, сформированное одноимённой плотиной, длина которого составляет около 58 км. Здесь река принимает крупный приток Лейк-Форк. Сразу ниже этого места река образует водохранилище Морроу-Пойнт, а ниже него — водохранилище Кристал. Все водохранилища используются для производства электроэнергии, а также для бытовых нужд и нужд ирригации. Ниже плотины Кристал Ганнисон протекает через самую глубокую часть своего каньона. Впадает в Колорадо вблизи город Гранд-Джанкшн.
В среднем течении реки расположен национальный парк Чёрный Каньон Ганнисона. Отдельные участки реки совершенно непригодны для любых типов судов из-за множества порогов и бурного течения. Навигация опасна на всём протяжение каньона Ганнисона, который подходит лишь для опытных сплавщиков.
Первым европейцем, увидевшим и описавшим реку, был испанский исследователь Хуан Мария Антонио Ривера, который приходил на берега реки в 1761 и в 1765 годах. В 1776 году район реки посетил Сильвестре Велес де Эскаланте. Первоначальным испанским названием реки было Rio de San Javier; индейское название Ганнисона — Tomichi.